# Haltepunkt Dortmund West

Der Haltepunkt Dortmund West ist ein Bahnhofsteil des Bahnhofs Dortmund-Dorstfeld im Stadtbezirk Innenstadt-West der Stadt Dortmund in Nordrhein-Westfalen.

## Geschichte
Der Haltepunkt wurde am 3. Juni 1984 eröffnet. Er liegt an der Bahnstrecke Osterath-Dortmund-Süd, die von Osterrath, einem Ortsteil von Meerbusch, nach Dortmund Süd führte, zwischen den Stationen Dortmund-Dorstfeld und Dortmund Süd. Die Strecke wurde von der Rheinischen Eisenbahn-Gesellschaft gebaut und betrieben; sie wurde am 19. November 1874 fertiggestellt. Die Strecke wurde bis zum 25. Mai 1984 vollständig elektrifiziert.

## Verkehr
| Linie | Verlauf | Takt                                              |
| ----- | --- | ------------------------------------------------- |
| S 4   | DO-Lütgendortmund – DO-Somborn – DO Germania – DO-Marten Süd – DO-Dorstfeld – Dortmund West – DO-Möllerbrücke – DO-Stadthaus – DO-Körne West – DO-Körne – DO-Knappschaftskrankenhaus – DO-Brackel – DO-Asseln Mitte – DO-Wickede West – DO-Wickede – Massen – Unna-Königsborn – Unna West – Unna Stand: Fahrplanwechsel Dezember 2023 | 30 min 15 min (Lütgendortmund–Königsborn zur HVZ) |

Eine Verknüpfung des S-Bahnhofs mit der Linie S5 ist seit Langem geplant, aber noch nicht realisiert.
Durch die Buslinie 452 (Geßlerstraße – Dortmund Hauptbahnhof), betrieben von DSW21, ist der Haltepunkt auch an das Dortmunder Busnetz angeschlossen.